# Gradus ad Parnassum (Clementi)
Gradus ad Parnassum (cuyo título alternativo es "l'art de jouer le piano-forte, démontré par des exercices dans le style sévere et dans le style élegant", en español "El arte de tocar el fortepiano, demostrado por ejercicios en el estilo severo y en el estilo elegante") (1817, 1819, 1826) es una colección de 100 estudios para piano compuesta por el músico y compositor italiano Muzio Clementi.
La finalidad de los estudios es que sirvieran como herramienta pedagógica en el aprendizaje del piano. Comprende una de las últimas obras para el piano de Clementi (Op.44), quien luego de la misma sólo compuso hasta su Op.50.
Los estudios que abarcan el Gradus ad Parnassum de Clementi abordan casi todos los aspectos de la técnica del piano antes de Chopin. Si bien la estructura de cada composición tiene un propósito didáctico, la inventiva armónica y la afinidad natural de Clementi por la escritura idiomática en el teclado llaman la atención. Los estudios resaltan la importancia tanto del juego polifónico como del mecanismo. Ello es característico del estilo clásico y del Romanticismo.